# Geranium sophiae
Geranium sophiae là một loài thực vật có hoa trong họ Mỏ hạc. Loài này được Fed. mô tả khoa học đầu tiên năm 1948.